# Ariel Behar
Ariel Behar, né le 12 novembre 1989 à Montevideo, est un joueur de tennis uruguayen, professionnel depuis 2009.
Il a remporté trois titres ATP 250 en double et a participé à la première édition de l'ATP Cup, représentant son pays.

## Carrière

### 2009 - 2019. Régulier sur le circuit Challenger
Ariel Behar commence sa carrière timidement. Durant les deux premières années de sa carrière, en 2009 et en 2010, il ne joue que trois finales sur le circuit Futures et les perd toutes.
En 2011, il remporte son premier titre Futures en double à Salvador avec l'Italien Matteo Volante. Il remporte un deuxième titre quelques mois plus tard, cette fois-ci à Guayaquil avec l'Argentin Guido Andreozzi.
En 2012, il remporte son premier titre en catégorie Challenger à Bucaramanga avec l'Argentin Horacio Zeballos. Il dispute trois autres finales sur ce même circuit mais s'incline à chaque reprise. Il remporte également son troisième titre Futures.
De 2013 à 2015, il remporte son deuxième titre Challenger à Košice avec l'Argentin Facundo Argüello. Il remporte un troisième titre de cette même catégorie à Schéveningue avec le Brésilien Eduardo Dischinger, ainsi que son quatrième titre Futures.
En 2016, il améliore son niveau de jeu. Cela lui permet de jouer 8 finales en Challenger, et en remporter 3 d'entre elles : à Saint-Domingue avec Giovanni Lapentti, à Poprad avec Andrey Golubev et à Guayaquil avec Fabiano de Paula.
En 2017, il ne remporte qu'un seul titre Challenger, son 7e titre, à Buenos Aires avec Fabiano de Paula. Cependant, il se fait repêcher des qualifications du tournoi du Grand Chelem de Wimbledon avec le Biélorusse Aliaksandr Bury. Il s'agit de sa première participation en Grand Chelem. Elle n'est que de courte durée car il s'incline au premier tour face au Néo-Zélandais Marcus Daniell et au Brésilien Marcelo Demoliner.
De 2018 à 2019, il s'agit à nouveau d'années durant lesquelles il joue de nombreuses finales en Challenger. Il remporte 10 titres sur 21 finales disputées, ce qui lui permet de totaliser 17 titres dans cette catégorie. Ces performances lui permettent d'atteindre le top 100 du classement ATP en fin d'année 2019, s'inscrivant à la 79e place du classement.

### 2020 - 2021. Participation à l'ATP Cup et premier titre ATP
En 2020, Ariel Behar se qualifie avec l'équipe d'Uruguay pour la première édition de l'ATP Cup grâce au bon classement de son compatriote Pablo Cuevas. Il est logiquement appelé à disputer les matchs de double dû à son bon classement dans cette spécialité. Il joue deux matchs : le premier avec Juan Martín Fumeaux contre les Espagnols Pablo Carreño Busta et Feliciano López, qu'il perd, et le second avec Pablo Cuevas contre les Géorgiens Aleksandre Bakshi et Aleksandre Metreveli, qu'il remporte.
À la suite de cela, toujours en 2020, il participe à son deuxième tournoi du Grand Chelem à Melbourne jouant avec le Slovène Aljaž Bedene. Mais il s'incline d'entrée face au duo argentin composé de Federico Delbonis et Leonardo Mayer. Il s'incline également au premier tour à Roland-Garros. Il joue également en Challenger, où il gagne 5 nouveaux titres tout au long de l'année. Cela lui fait désormais un total de 22 titres dans cette catégorie. Il finit l'année 67e mondial.
En 2021, il commence excellement l'année en remportant son premier titre sur le circuit ATP à Delray Beach avec l'Équatorien Gonzalo Escobar en battant en finale les frères américains Christian et Ryan Harrison.
En avril, il remporte son second titre ATP à Marbella.

### 2022
En 2022, il remporte son 3e titre ATP au tournoi de Belgrade, toujours avec son binôme équatorien Gonzalo Escobar.

## Palmarès

### Titres en double messieurs
| No | Date       | Nom et lieu du tournoi                         | Catégorie | Dotation  | Surface      | Partenaire      | Finalistes                       | Score              |          |
| -- | ---------- | ---------------------------------------------- | --------- | --------- | ------------ | --------------- | -------------------------------- | ------------------ | -------- |
| 1  | 07-01-2021 | Delray Beach Open by VITACOST.com Delray Beach | ATP 250   | 418 195 $ | Dur (ext.)   | Gonzalo Escobar | Christian Harrison Ryan Harrison | 65-7, 7-64, [10-4] | Parcours |
| 2  | 04-04-2021 | AnyTech365 Andalucia Open Marbella             | ATP 250   | 408 800 € | Terre (ext.) | Gonzalo Escobar | Tomislav Brkić Nikola Čačić      | 6-2, 6-4           | Parcours |
| 3  | 18-04-2022 | Serbia Open Belgrade                           | ATP 250   | 534 555 € | Terre (ext.) | Gonzalo Escobar | Nikola Mektić Mate Pavić         | 6-2, 3-6, [10-7]   | Parcours |

### Finales en double messieurs
| No | Date       | Nom et lieu du tournoi                                | Catégorie    | Dotation    | Surface      | Vainqueurs                          | Partenaire         | Score              |          |
| -- | ---------- | ----------------------------------------------------- | ------------ | ----------- | ------------ | ----------------------------------- | ------------------ | ------------------ | -------- |
| 1  | 01-03-2021 | Argentina Open Buenos Aires                           | ATP 250      | 589 160 $   | Terre (ext.) | Tomislav Brkić Nikola Čačić         | Gonzalo Escobar    | 6-3, 7-5           | Parcours |
| 2  | 19-04-2021 | Serbia Open Belgrade                                  | ATP 250      | 711 800 €   | Terre (ext.) | Ivan Sabanov Matej Sabanov          | Gonzalo Escobar    | 6-3, 7-65          | Parcours |
| 3  | 07-06-2021 | MercedesCup Stuttgart                                 | ATP 250      | 543 210 €   | Gazon (ext.) | Marcelo Demoliner Santiago González | Gonzalo Escobar    | 4-6, 6-3, [10-8]   | Parcours |
| 4  | 10-01-2022 | Adelaide International 2 Adélaïde                     | ATP 250      | 430 530 $   | Dur (ext.)   | Wesley Koolhof Neal Skupski         | Gonzalo Escobar    | 7-65, 6-4          | Parcours |
| 5  | 19-06-2022 | Mallorca Championships Calvià                         | ATP 250      | 886 500 €   | Gazon (ext.) | Rafael Matos David Vega Hernández   | Gonzalo Escobar    | 7-65, 66-7, [10-1] | Parcours |
| 6  | 13-02-2023 | Argentina Open Buenos Aires                           | ATP 250      | 626 595 $   | Terre (ext.) | Simone Bolelli Fabio Fognini        | Nicolás Barrientos | 6-2, 6-4           | Parcours |
| 7  | 16-10-2023 | European Open Anvers                                  | ATP 250      | 673 630 €   | Dur (int.)   | Pétros Tsitsipás Stéfanos Tsitsipás | Adam Pavlásek      | 65-7, 6-4, [10-8]  | Parcours |
| 8  | 24-04-2024 | Mutua Madrid Open Madrid                              | Masters 1000 | 7 877 020 € | Terre (ext.) | Sebastian Korda Jordan Thompson     | Adam Pavlásek      | 6-3, 7-67          | Parcours |
| 9  | 25-09-2024 | Kinoshita Group Japan Open Tennis Championships Tokyo | ATP 500      | 1 818 380 $ | Dur (ext.)   | Julian Cash Lloyd Glasspool         | Robert Galloway    | 6-4, 4-6, [12-10]  | Parcours |
| 10 | 03-02-2025 | Dallas Open Dallas                                    | ATP 500      | 2 760 000 $ | Dur (int.)   | Christian Harrison Evan King        | Robert Galloway    | 7-64, 7-64         | Parcours |
| 11 | 18-05-2025 | Gonet Geneva Open Genève                              | ATP 250      | 596 035 €   | Terre (ext.) | Sadio Doumbia Fabien Reboul         | Joran Vliegen      | 64-7, 6-4, [11-9]  | Parcours |

## Parcours dans les tournois duGrand Chelem

### En double messieurs
| Année | Open d'Australie                                                                        | Open d'Australie                                                                             | Internationaux de France                                                           | Internationaux de France                                                                  | Wimbledon                                                                        | Wimbledon | US Open | US Open |
| ----- | --------------------------------------------------------------------------------------- | -------------------------------------------------------------------------------------------- | ---------------------------------------------------------------------------------- | ----------------------------------------------------------------------------------------- | -------------------------------------------------------------------------------- | --------- | ------- | ------- |
| 2017  | —                                                                                       | —                                                                                            | —                                                                                  | —                                                                                         | 1er tour (1/32) A. Bury \|\| style="text-align:left;" \| M. Daniell M. Demoliner | —         | —       |         |
|       |                                                                                         |                                                                                              |                                                                                    |                                                                                           |                                                                                  |           |         |         |
| 2020  | 1er tour (1/32) A. Bedene \|\| style="text-align:left;" \| F. Delbonis L. Mayer         | 1er tour (1/32) G. Escobar \|\| style="text-align:left;" \| N. Monroe Tommy Paul             | Annulé                                                                             | Annulé                                                                                    | —                                                                                | —         |         |         |
| 2021  | 1er tour (1/32) G. Escobar \|\| style="text-align:left;" \| Wesley Koolhof Łukasz Kubot | 1er tour (1/32) G. Escobar \|\| style="text-align:left;" \| Kevin Krawietz Horia Tecău       | 1/8 de finale G. Escobar \|\| style="text-align:left;" \| Rajeev Ram Joe Salisbury | 1er tour (1/32) G. Escobar \|\| style="text-align:left;" \| Jonny O'Mara A.-U.-H. Qureshi |                                                                                  |           |         |         |
| 2022  | 1/8 de finale G. Escobar \|\| style="text-align:left;" \| T. Kokkinakis Nick Kyrgios    | 2e tour (1/16) G. Escobar \|\| style="text-align:left;" \| L. Glasspool H. Heliövaara        | 1er tour (1/32) G. Escobar \|\| style="text-align:left;" \| Arthur Fery Felix Gill | 1/8 de finale G. Escobar \|\| style="text-align:left;" \| Hugo Nys J. Zieliński           |                                                                                  |           |         |         |
| 2023  | 2e tour (1/16) N. Barrientos \|\| style="text-align:left;" \| B. Bonzi A. Rinderknech   | 2e tour (1/16) A. Pavlásek \|\| style="text-align:left;" \| A. Nedovyesov M. Á. Reyes-Varela | 1/4 de finale A. Pavlásek \|\| style="text-align:left;" \| W. Koolhof N. Skupski   | 2e tour (1/16) A. Pavlásek \|\| style="text-align:left;" \| N. Lammons J. Withrow         |                                                                                  |           |         |         |
| 2024  | 1/4 de finale A. Pavlásek \|\| style="text-align:left;" \| T. Macháč Zhang Z.           | 1er tour (1/32) A. Pavlásek \|\| style="text-align:left;" \| R. Ram J. Salisbury             | 1er tour (1/32) A. Pavlásek \|\| style="text-align:left;" \| T. Macháč Zhang Z.    | 1er tour (1/32) L. Johnson \|\| style="text-align:left;" \| A. Erler M. Middelkoop        |                                                                                  |           |         |         |

N.B. : le nom du partenaire se trouve sous le résultat ; les noms des ultimes adversaires se trouvent à droite.

### En double mixte
| Année | Open d'Australie                                                                  | Open d'Australie | Internationaux de France                                                              | Internationaux de France                                                            | Wimbledon                                                                                    | Wimbledon | US Open | US Open |
| ----- | --------------------------------------------------------------------------------- | ---------------- | ------------------------------------------------------------------------------------- | ----------------------------------------------------------------------------------- | -------------------------------------------------------------------------------------------- | --------- | ------- | ------- |
| 2021  | —                                                                                 | —                | —                                                                                     | —                                                                                   | 1er tour (1/32) G. Voskoboeva \|\| style="text-align:left;" \| S. Murray Sharan Divij Sharan | —         | —       |         |
| 2022  | —                                                                                 | —                | 1er tour (1/16) E. Routliffe \|\| style="text-align:left;" \| Clara Burel Hugo Gaston | 1er tour (1/16) D. Schuurs \|\| style="text-align:left;" \| G. Dabrowski John Peers | —                                                                                            | —         |         |         |
| 2023  | 2e tour (1/8) M. Ninomiya \|\| style="text-align:left;" \| Sania Mirza R. Bopanna | —                | —                                                                                     | —                                                                                   | —                                                                                            |           |         |         |

N.B. : le nom de la partenaire se trouve sous le résultat ; les noms des ultimes adversaires se trouvent à droite.

## Classements ATP en fin de saison
| Année          | 2005 | 2006 | 2007 | 2008 | 2009 | 2010 | 2011 | 2012 | 2013 | 2014 | 2015 | 2016 | 2017 | 2018 | 2019 | 2020 | 2021 | 2022 | 2023 |
| Rang en simple | –    | –    | 1461 | 1198 | 970  | 1208 | 980  | 1516 | 826  | –    | 1877 | –    | –    | –    | –    | –    | –    | –    | –    |
| Rang en double | 1696 | –    | –    | 1658 | 851  | –    | 662  | 168  | 201  | 275  | 222  | 91   | 120  | 104  | 76   | 67   | 41   | 42   | 49   |

Source : (en) Classements de Ariel Behar sur le site officiel de la Fédération internationale de tennis